# 2. ŽNL Vukovarsko-srijemska Grupa B 2005./06.
U viši rang, odnosno 1. ŽNL Vukovarsko-srijemsku se plasirao pobjednik NK Mladost Cerić, dok je u 3. ŽNL Vukovarsko-srijemska ispala NK Sloga Račinovci

## Tablica
| Mj. | Klub                         | Sus. | Pobj. | Ner. | Por. | GR.    | Bod. |
| --- | ---------------------------- | ---- | ----- | ---- | ---- | ------ | ---- |
| 1.  | NK Mladost Cerić             | 30   | 23    | 3    | 4    | 86:24  | 72   |
| 2.  | NK Slavonac Gradište         | 30   | 18    | 8    | 4    | 75:34  | 62   |
| 3.  | NK Vrbanja                   | 30   | 19    | 5    | 6    | 79:45  | 62   |
| 4.  | NK Borac Retkovci            | 30   | 16    | 7    | 7    | 61:50  | 55   |
| 5.  | NK Slavonija Soljani         | 30   | 16    | 5    | 9    | 69:49  | 53   |
| 6.  | NK Hrvatski sokol Mirkovci   | 30   | 16    | 3    | 11   | 68:56  | 51   |
| 7.  | NK Borinci Jarmina           | 30   | 12    | 6    | 12   | 72:54  | 42   |
| 8.  | NK Borac Kalistović Drenovci | 30   | 12    | 6    | 12   | 51:56  | 42   |
| 9.  | NK Jadran Gunja              | 30   | 12    | 4    | 14   | 60:54  | 40   |
| 10. | NK RAŠK Rajevo Selo          | 30   | 12    | 3    | 15   | 57:51  | 39   |
| 11. | NK Sloga Novi Mikanovci      | 30   | 12    | 2    | 16   | 59:67  | 38   |
| 12. | NK Šokadija Stari Mikanovci  | 30   | 10    | 6    | 14   | 40:60  | 36   |
| 13. | NK Sloga Štitar              | 30   | 9     | 5    | 16   | 46:71  | 32   |
| 14. | NK Posavac Posavski Podgajci | 30   | 7     | 5    | 18   | 41:76  | 26   |
| 15. | NK Srijemac Strošinci        | 30   | 7     | 4    | 19   | 53:78  | 25   |
| 16. | NK Sloga Račinovci           | 30   | 2     | 2    | 26   | 33:125 | 8    |

## Rezultati
| NK Mladost Cerić - NK Slavonac Gradište 2:2 NK Jadran Gunja - NK Sloga Račinovci 6:2 NK RAŠK Rajevo Selo - NK Vrbanja 3:2 NK Hrvatski Sokol Mirkovci - NK Borac Retkovci 1:3 NK Srijemac Strošinci - NK Borinci Jarmina 3:3 NK Borac Kalistović Drenovci - NK Slavonija Soljani 1:1 NK Šokadija Babina Greda - NK Sloga Štitar 2:0 NK Sloga Novi Mikanovci - NK Posavac Posavski Podgajci 2:1 | NK Posavac Posavski Podgajci - NK Jadran Gunja 2:1 NK Mladost Cerić - NK Hrvatski Sokol Mirkovci 5:0 NK Slavonac Gradište - NK Sloga Štitar 2:0 NK Borinci Jarmina - NK Šokadija Babina Greda 0:0 NK Vrbanja - NK Borac Kalistović Drenovci 1:2 NK Borac Retkovci - NK RAŠK Rajevo Selo 2:0 NK Sloga Račinovci - NK Srijemac Strošinci 4:2 NK Slavonija Soljani - NK Sloga Novi Mikanovci 3:0    | NK RAŠK Rajevo Selo - NK Mladost Cerić 2:3 NK Jadran Gunja - NK Slavonija Soljani 1:1 NK Sloga Novi Mikanovci - NK Vrbanja 0:1 NK Hrvatski Sokol Mirkovci - NK Slavonac Gradište 2:1 NK Srijemac Strošinci - NK Posavac Posavski Podgajci 3:3 NK Borac Kalistović Drenovci - NK Borac Retkovci 4:0 NK Šokadija Babina Greda - NK Sloga Račinovci 7:0 NK Sloga Štitar - NK Borinci Jarmina 3:1  |
| NK Posavac Posavski Podgajci - NK Šokadija Babina Greda 0:1 NK Mladost Cerić - NK Borac Kalistović Drenovci 3:0 NK Slavonac Gradište - NK Borinci Jarmina 3:2 NK Hrvatski Sokol Mirkovci - NK RAŠK Rajevo Selo 3:0 NK Vrbanja - NK Jadran Gunja 2:1 NK Borac Retkovci - NK Sloga Novi Mikanovci 4:0 NK Sloga Račinovci - NK Sloga Štitar 1:6 NK Slavonija Soljani - NK Srijemac Strošinci 3:0 | NK RAŠK Rajevo Selo - NK Slavonac Gradište 1:1 NK Jadran Gunja - NK Borac Retkovci 5:1 NK Sloga Novi Mikanovci - NK Mladost Cerić 5:1 NK Borinci Jarmina - NK Sloga Račinovci 6:0 NK Srijemac Strošinci - NK Vrbanja 5:0 NK Borac Kalistović Drenovci - NK Hrvatski Sokol Mirkovci 1:2 NK Šokadija Babina Greda - NK Slavonija Soljani 0:0 NK Sloga Štitar - NK Posavac Posavski Podgajci 2:0    | NK Posavac Posavski Podgajci - NK Borinci Jarmina 1:1 NK Mladost Cerić - NK Jadran Gunja 4:0 NK RAŠK Rajevo Selo - NK Borac Kalistović Drenovci 1:0 NK Hrvatski Sokol Mirkovci - NK Sloga Novi Mikanovci 3:2 NK Vrbanja - NK Šokadija Babina Greda 4:1 NK Borac Retkovci - NK Srijemac Strošinci 1:0 NK Slavonija Soljani - NK Sloga Štitar 2:1 NK Slavonac Gradište - NK Sloga Račinovci 8:1  |
| NK Sloga Novi Mikanovci - NK RAŠK Rajevo Selo 3:2 NK Jadran Gunja - NK Hrvatski Sokol Mirkovci 4:3 NK Sloga Račinovci - NK Posavac Posavski Podgajci 2:4 NK Borinci Jarmina - NK Slavonija Soljani 5:1 NK Srijemac Strošinci - NK Mladost Cerić 2:3 NK Borac Kalistović Drenovci - NK Slavonac Gradište 1:0 NK Šokadija Babina Greda - NK Borac Retkovci 0:0 NK Sloga Štitar - NK Vrbanja 2:2 | NK Mladost Cerić - NK Šokadija Babina Greda 3:0 NK Hrvatski Sokol Mirkovci - NK Srijemac Strošinci 6:0 NK RAŠK Rajevo Selo - NK Jadran Gunja 2:0 NK Borac Retkovci - NK Sloga Štitar 0:0 NK Vrbanja - NK Borinci Jarmina 6:3 NK Borac Kalistović Drenovci - NK Sloga Novi Mikanovci 4:3 NK Slavonija Soljani - NK Sloga Račinovci 5:1 NK Slavonac Gradište - NK Posavac Posavski Podgajci 2:0    | NK Sloga Novi Mikanovci - NK Slavonac Gradište 0:0 NK Posavac Posavski Podgajci - NK Slavonija Soljani 0:3 NK Sloga Račinovci - NK Vrbanja 3:3 NK Jadran Gunja - NK Borac Kalistović Drenovci 0:1 NK Srijemac Strošinci - NK RAŠK Rajevo Selo 1:0 NK Borinci Jarmina - NK Borac Retkovci 4:1 NK Šokadija Babina Greda - NK Hrvatski Sokol Mirkovci 0:2 NK Sloga Štitar - NK Mladost Cerić 1:1  |
| NK Mladost Cerić - NK Borinci Jarmina 1:0 NK Hrvatski Sokol Mirkovci - NK Sloga Štitar 3:0 NK RAŠK Rajevo Selo - NK Šokadija Babina Greda 5:0 NK Borac Retkovci - NK Sloga Račinovci 6:2 NK Vrbanja - NK Posavac Posavski Podgajci 5:1 NK Borac Kalistović Drenovci - NK Srijemac Strošinci 2:1 NK Sloga Novi Mikanovci - NK Jadran Gunja 3:1 NK Slavonac Gradište - NK Slavonija Soljani 2:0 | NK Slavonija Soljani - NK Vrbanja 2:2 NK Posavac Posavski Podgajci - NK Borac Retkovci 1:2 NK Sloga Račinovci - NK Mladost Cerić 0:4 NK Jadran Gunja - NK Slavonac Gradište 2:2 NK Srijemac Strošinci - NK Sloga Novi Mikanovci 3:0 NK Borinci Jarmina - NK Hrvatski Sokol Mirkovci 0:1 NK Šokadija Babina Greda - NK Borac Kalistović Drenovci 1:0 NK Sloga Štitar - NK RAŠK Rajevo Selo 6:1 ↓1 | NK Jadran Gunja - NK Srijemac Strošinci 3:0 NK Hrvatski Sokol Mirkovci - NK Sloga Račinovci 10:2 NK Mladost Cerić - NK Posavac Posavski Podgajci 6:0 NK Borac Retkovci - NK Slavonija Soljani 2:1 NK Sloga Novi Mikanovci - NK Šokadija Babina Greda 7:0 NK Borac Kalistović Drenovci - NK Sloga Štitar 1:1 NK Slavonac Gradište - NK Vrbanja 1:0 NK RAŠK Rajevo Selo - NK Borinci Jarmina 6:1 |
| NK Sloga Račinovci - NK RAŠK Rajevo Selo 1:3 NK Slavonija Soljani - NK Mladost Cerić 3:5 NK Sloga Štitar - NK Sloga Novi Mikanovci 4:0 NK Posavac Posavski Podgajci - NK Hrvatski Sokol Mirkovci 2:2 NK Vrbanja - NK Borac Retkovci 6:2 NK Borinci Jarmina - NK Borac Kalistović Drenovci 3:0 NK Srijemac Strošinci - NK Slavonac Gradište 1:2 NK Šokadija Babina Greda - NK Jadran Gunja 1:1 | NK Mladost Cerić - NK Vrbanja 4:1 NK Jadran Gunja - NK Sloga Štitar 4:1 NK RAŠK Rajevo Selo - NK Posavac Posavski Podgajci 3:0 NK Hrvatski Sokol Mirkovci - NK Slavonija Soljani 3:3 NK Srijemac Strošinci - NK Šokadija Babina Greda 7:1 NK Borac Kalistović Drenovci - NK Sloga Račinovci 3:1 NK Sloga Novi Mikanovci - NK Borinci Jarmina 2:1 NK Slavonac Gradište - NK Borac Retkovci 1:1    | NK Slavonija Soljani - NK RAŠK Rajevo Selo 3:2 NK Posavac Posavski Podgajci - NK Borac Kalistović Drenovci 2:2 NK Sloga Račinovci - NK Sloga Novi Mikanovci 1:2 NK Borinci Jarmina - NK Jadran Gunja 4:3 NK Vrbanja - NK Hrvatski Sokol Mirkovci 6:0 NK Borac Retkovci - NK Mladost Cerić 0:2 NK Šokadija Babina Greda - NK Slavonac Gradište 3:1 NK Sloga Štitar - NK Srijemac Strošinci 2:1  |
| NK Slavonija Soljani - NK Borac Kalistović Drenovci 4:1 NK Posavac Posavski Podgajci - NK Sloga Novi Mikanovci 1:0 NK Sloga Račinovci - NK Jadran Gunja 2:3 NK Borinci Jarmina - NK Srijemac Strošinci 2:1 NK Slavonac Gradište - NK Mladost Cerić 1:1 NK Borac Retkovci - NK Hrvatski Sokol Mirkovci 2:1 NK Vrbanja - NK RAŠK Rajevo Selo 1:0 NK Sloga Štitar - NK Šokadija Babina Greda 1:1 | NK RAŠK Rajevo Selo - NK Borac Retkovci 1:2 NK Jadran Gunja - NK Posavac Posavski Podgajci 3:0 NK Sloga Novi Mikanovci - NK Slavonija Soljani 2:1 NK Hrvatski Sokol Mirkovci - NK Mladost Cerić 0:2 NK Srijemac Strošinci - NK Sloga Račinovci 4:1 NK Borac Kalistović Drenovci - NK Vrbanja 1:3 NK Šokadija Babina Greda - NK Borinci Jarmina 2:0 NK Sloga Štitar - NK Slavonac Gradište 0:2    | NK Posavac Posavski Podgajci - NK Srijemac Strošinci 3:3 NK Mladost Cerić - NK RAŠK Rajevo Selo 3:1 NK Slavonac Gradište - NK Hrvatski Sokol Mirkovci 2:0 NK Borinci Jarmina - NK Sloga Štitar 4:1 NK Vrbanja - NK Sloga Novi Mikanovci 2:2 NK Borac Retkovci - NK Borac Kalistović Drenovci 1:0 NK Sloga Račinovci - NK Šokadija Babina Greda 0:0 NK Slavonija Soljani - NK Jadran Gunja 2:0  |
| NK RAŠK Rajevo Selo - NK Hrvatski Sokol Mirkovci 0:3 NK Jadran Gunja - NK Vrbanja 1:2 NK Sloga Novi Mikanovci - NK Borac Retkovci 1:5 NK Borinci Jarmina - NK Slavonac Gradište 3:3 NK Srijemac Strošinci - NK Slavonija Soljani 2:1 NK Borac Kalistović Drenovci - NK Mladost Cerić 0:2 NK Šokadija Babina Greda - NK Posavac Posavski Podgajci 0:1 NK Sloga Štitar - NK Sloga Račinovci 3:0 | NK Posavac Posavski Podgajci - NK Sloga Štitar 3:0 NK Mladost Cerić - NK Sloga Novi Mikanovci 2:0 NK Slavonac Gradište - NK RAŠK Rajevo Selo 3:1 NK Hrvatski Sokol Mirkovci - NK Borac Kalistović Drenovci 1:1 NK Vrbanja - NK Srijemac Strošinci 3:0 NK Borac Retkovci - NK Jadran Gunja 1:1 NK Sloga Račinovci - NK Borinci Jarmina 0:2 NK Slavonija Soljani - NK Šokadija Babina Greda 3:2    | NK Sloga Novi Mikanovci - NK Hrvatski Sokol Mirkovci 1:2 NK Jadran Gunja - NK Mladost Cerić 2:1 NK Sloga Račinovci - NK Slavonac Gradište 1:5 NK Borinci Jarmina - NK Posavac Posavski Podgajci 6:1 NK Srijemac Strošinci - NK Borac Retkovci 1:3 NK Borac Kalistović Drenovci - NK RAŠK Rajevo Selo 1:1 NK Šokadija Babina Greda - NK Vrbanja 0:1 NK Sloga Štitar - NK Slavonija Soljani 1:2  |
| NK Posavac Posavski Podgajci - NK Sloga Račinovci 5:1 NK Mladost Cerić - NK Srijemac Strošinci 4:0 NK RAŠK Rajevo Selo - NK Sloga Novi Mikanovci 4:0 NK Hrvatski Sokol Mirkovci - NK Jadran Gunja 3:0 NK Vrbanja - NK Sloga Štitar 9:2 NK Borac Retkovci - NK Šokadija Babina Greda 7:2 NK Slavonija Soljani - NK Borinci Jarmina 5:3 NK Slavonac Gradište - NK Borac Kalistović Drenovci 7:3 | NK Sloga Novi Mikanovci - NK Borac Kalistović Drenovci 6:1 NK Posavac Posavski Podgajci - NK Slavonac Gradište 2:3 NK Sloga Račinovci - NK Slavonija Soljani 0:3 NK Jadran Gunja - NK RAŠK Rajevo Selo 0:2 NK Srijemac Strošinci - NK Hrvatski Sokol Mirkovci 3:4 NK Borinci Jarmina - NK Vrbanja 6:0 NK Šokadija Babina Greda - NK Mladost Cerić 2:1 NK Sloga Štitar - NK Borac Retkovci 1:2    | NK Mladost Cerić - NK Sloga Štitar 6:0 NK Hrvatski Sokol Mirkovci - NK Šokadija Babina Greda 2:0 NK RAŠK Rajevo Selo - NK Srijemac Strošinci 4:2 NK Borac Retkovci - NK Borinci Jarmina 1:1 NK Vrbanja - NK Sloga Račinovci 7:0 NK Borac Kalistović Drenovci - NK Jadran Gunja 3:2 NK Slavonija Soljani - NK Posavac Posavski Podgajci 4:0 NK Slavonac Gradište - NK Sloga Novi Mikanovci 2:0  |
| NK Slavonija Soljani - NK Slavonac Gradište 0:2 NK Posavac Posavski Podgajci - NK Vrbanja 0:1 NK Sloga Račinovci - NK Borac Retkovci 2:6 NK Jadran Gunja - NK Sloga Novi Mikanovci 5:1 NK Srijemac Strošinci - NK Borac Kalistović Drenovci 1:1 NK Borinci Jarmina - NK Mladost Cerić 0:1 NK Šokadija Babina Greda - NK RAŠK Rajevo Selo 3:2 NK Sloga Štitar - NK Hrvatski Sokol Mirkovci 3:0 | NK Mladost Cerić - NK Sloga Račinovci 4:0 NK Hrvatski Sokol Mirkovci - NK Borinci Jarmina 0:2 NK RAŠK Rajevo Selo - NK Sloga Štitar 6:0 NK Borac Retkovci - NK Posavac Posavski Podgajci 1:0 NK Vrbanja - NK Slavonija Soljani 3:0 NK Borac Kalistović Drenovci - NK Šokadija Babina Greda 4:2 NK Sloga Novi Mikanovci - NK Srijemac Strošinci 3:0 NK Slavonac Gradište - NK Jadran Gunja 4:0    | NK Sloga Račinovci - NK Hrvatski Sokol Mirkovci 1:2 NK Slavonija Soljani - NK Borac Retkovci 4:2 NK Sloga Štitar - NK Borac Kalistović Drenovci 0:2 NK Posavac Posavski Podgajci - NK Mladost Cerić 1:4 NK Vrbanja - NK Slavonac Gradište 2:1 NK Borinci Jarmina - NK RAŠK Rajevo Selo 1:1 NK Srijemac Strošinci - NK Jadran Gunja 0:4 NK Šokadija Babina Greda - NK Sloga Novi Mikanovci 4:0  |
| NK Jadran Gunja - NK Šokadija Babina Greda 5:0 NK Hrvatski Sokol Mirkovci - NK Posavac Posavski Podgajci 7:2 NK Mladost Cerić - NK Slavonija Soljani 4:0 NK Borac Retkovci - NK Vrbanja 1:1 NK Sloga Novi Mikanovci - NK Sloga Štitar 9:2 NK Borac Kalistović Drenovci - NK Borinci Jarmina 5:1 NK Slavonac Gradište - NK Srijemac Strošinci 8:2 NK RAŠK Rajevo Selo - NK Sloga Račinovci 1:0 | NK Slavonija Soljani - NK Hrvatski Sokol Mirkovci 6:1 NK Posavac Posavski Podgajci - NK RAŠK Rajevo Selo 3:1 NK Sloga Račinovci - NK Borac Kalistović Drenovci 3:0 NK Borinci Jarmina - NK Sloga Novi Mikanovci 6:0 NK Vrbanja - NK Mladost Cerić 1:0 NK Borac Retkovci - NK Slavonac Gradište 2:2 NK Šokadija Babina Greda - NK Srijemac Strošinci 4:1 NK Sloga Štitar - NK Jadran Gunja 3:0    | NK Mladost Cerić - NK Borac Retkovci 5:0 NK Jadran Gunja - NK Borinci Jarmina 2:1 NK RAŠK Rajevo Selo - NK Slavonija Soljani 1:3 NK Hrvatski Sokol Mirkovci - NK Vrbanja 1:2 NK Srijemac Strošinci - NK Sloga Štitar 4:0 NK Borac Kalistović Drenovci - NK Posavac Posavski Podgajci 6:2 NK Sloga Novi Mikanovci - NK Sloga Račinovci 5:1 NK Slavonac Gradište - NK Šokadija Babina Greda 2:1  |